# Grouplove
I Grouplove sono un gruppo musicale statunitense formatosi a Los Angeles (California) nel 2010.

## Formazione
Attuali
- Christian Zucconi (voce, chitarra)
- Hannah Hooper (voce, tastiera)
- Andrew Wessen (chitarra)
- Daniel Gleason (basso)
- Benjamin Homola (tamburo)

Passati
- Sean Gadd (basso)
- Ryan Rabin (tamburo)

## Discografia
Album
- 2010 - Never Trust a Happy Song
- 2013 - Spreading Rumours
- 2016 - Big Mess
- 2020 - Healer
- 2021 - This is This
- 2023 - I Want It All Right Now

EP
- 2010 - Grouplove
- 2015 - Under the Covers
- 2017 - Little Mess